# Sippe
La Sippe (protogermanico: Sibbja; antico alto tedesco: Sippia; antico nordico: Sifjar) costituisce la prima istituzione su cui la società germanica antica, ai tempi della propria unità, si reggeva. Solo più avanti, come possiamo evincere dal De origine et situ Germanorum (98 d.C.) di Tacito, essa verrà gradualmente sostituita dal Comitatus germanico. Il significato di "Sippe" è "famiglia" (infatti il nome è legato a Sif, dea della casa, sposa del dio Thor), sebbene sia da intendersi più precisamente come "nucleo sociale di individui che si riconoscono nella discendenza da un antenato comune", e pertanto una "famiglia" in senso lato.
All'interno della Sippe regnavano la pace e l'uguaglianza economica, dacché all'epoca ancora la società germanica si trovava in uno stato primitivo, del tutto privo di ceti sociali. L'appartenenza alla stessa famiglia vincolava fortemente i membri della Sippe gli uni agli altri, tanto che ciascun individuo annientava le proprie esigenze, in vista del superiore interesse collettivo e per accrescere il benessere della Sippe, e ciò conduceva ad un tipico atteggiamento dell'uomo germanico, quale è la faida: se un proprio parente veniva ucciso, si avvertiva nel proprio cuore l'obbligo giuridico di recarsi ad uccidere l'assassino, vendicandolo dunque con il sangue. Tale meccanismo inizierà ad incrinarsi con l'affermarsi del Comitatus, i cui membri non sono accomunati da vincoli di sangue bensì dalla libera scelta di seguire un capo d'armi, meccanismo che più avanti s'annullerà del tutto: ad esempio, presso i Longobardi, con l'Editto di Rotari (643) la faida viene sostituita dal guidrigildo (antico alto tedesco: wirgild), che implica il pagamento di una somma più o meno elevata a seconda del grado sociale dell'individuo cui si arreca danno o si uccide.
Sempre all'insegna dei principi di eguaglianza e parità, all'interno della Sippe i doveri e le prerogative dell'uomo e della donna dovevano equilibrarsi con il matrimonio (ciò significa che non vigeva né una società né strettamente matriarcale, né strettamente patriarcale), tanto che le donne dovevano condividere il destino dei propri mariti anche in guerra.
È abbastanza facile istituire un legame tra i principi della Sippe e la religiosità vanica degli antichi Germani, diametralmente opposta a quella asica, degli stessi, che invece appare fungere da base alla struttura e allo spirito del Comitatus, che nascerà più avanti e vi si sostituirà.
| Controllo di autorità | Thesaurus BNCF 32683 · GND (DE) 4299302-7 |